# Spotlight (chanson)
Pour les articles homonymes, voir Spotlight.
Vous lisez un « bon article » labellisé en 2010.
Singles de Madonna
The Look of Love
(1987) Like a Prayer
(1989)
Pistes de You Can Dance
Holiday
(2)
Spotlight est une chanson de l'artiste américaine Madonna. Elle apparaît en 1987 sur sa compilation You Can Dance, et sort en single uniquement au Japon le 25 avril 1988 sous le label Sire Records. Au départ exclue des sessions d'enregistrement de l'album True Blue, Spotlight est écrite par Madonna, Stephen Bray et Curtis Hudson. Elle s'inspire de la chanson Everybody Is a Star du groupe de rock américain Sly and The Family Stone. Spotlight est remixée par Shep Pettibone puis par John « Jellybean » Benitez.
Spotlight présente une instrumentation de batteries, synthétiseurs basses et d'applaudissements, accompagnée d'échos vocaux, d'un segment de piano et de séquences de violon dans l'interlude musical. Les paroles évoquent la façon de devenir célèbre rien qu'en le chantant. Le morceau reçoit des critiques mitigées de la presse. Après sa sortie, Spotlight devient numéro trois au classement Oricon au Japon. Même si elle n'est pas sortie aux États-Unis, Spotlight réussit à se classer dans le Billboard Airplay en 1988 en 32e position. Elle est utilisée dans une publicité pour Mitsubishi où elle apparaît pour promouvoir leur dernier magnétoscope.

## Genèse
Au milieu des années 1980, la musique dance post-disco est très populaire et le concept du remix est largement considéré comme une nouvelle direction musicale. Plusieurs artistes remixent leurs pistes et les compilent pour créer de nouveaux albums. Ainsi Madonna, qui est l'artiste de dance la plus populaire à l'époque, décide de créer une compilation remix similaire, plus tard intitulée You Can Dance, qui inclut sept de ses chansons les plus rapides. Spotlight est incluse comme bonus avec les autres pistes sous forme remixée. Madonna dit qu'elle s'est inspirée de la chanson Everybody Is a Star par le groupe américain Sly and The Family Stone.
En 1983, Curtis Hudson et Lisa Stevens du groupe Pure Energy composent la chanson Holiday que Madonna enregistre et sort comme troisième single de son premier album. Après le succès commercial de ce single, Curtis Hudson écrit et compose une chanson du même type qu'Holiday, au cas où Warner, la maison de disques de Madonna, souhaiterait sortir une chanson similaire. Il intitule cette chanson Spotlight et la propose à Madonna, qui la choisit et l'enregistre en 1986 pour son album True Blue. Cependant, Madonna décide de ne pas l'inclure dans l'album car elle estime que Spotlight est trop similaire dans la composition et la structure d'Holiday.
Quand Madonna commence à travailler sur You Can Dance, elle et Stephen Bray décident de retravailler la démo de Spotlight composée par Curtis Hudson et Madonna demande à Shep Pettibone, qui a remixé ses chansons sur True Blue, de remixer Spotlight et de l'inclure dans son album. John « Jellybean » Benitez, qui a enregistré la démo originale pour True Blue, assiste Pettibone pour le remixage de la chanson.

## Composition
Spotlight commence avec le son de batteries, de synthétiseurs basses et d'applaudissements, suivi de Madonna prononçant les mots « Spotlight, shine bright ». Après le premier couplet, le son d'un clavier se fait entendre durant l'effet du refrain. La chanson continue comme cela dans le deuxième couplet, suivie d'un interlude musical avec des échos vocaux, un segment de piano et des phrases de violon. Madonna suit la musique jouée par le piano et prononce les mots « Pa-da-pa-da-pappa pappa pa pa » dans la même mélodie. Pour les paroles, Madonna rappelle que « tout le monde est une star » et que si une personne veut devenir célèbre et passer sous les « projecteurs », elle n'a qu'à chanter sur ce sujet et la réalité pourrait la rattraper. Selon la publication de Sheet Music Plus, la chanson se situe dans une signature rythmique commune 4/4 avec un tempo de 100 pulsations par minute. Elle est composée dans la tonalité de Fa majeur et la gamme vocale de Madonna se range entre les notes Do5 à Sim. Spotlight a une séquence basique de Lam, Do, Lam, Do, Sol et Fa comme progression d'accords.

## Accueil

### Critiques de la presse
La chanson reçoit des critiques mitigées de la part de la presse. Mark Bego, auteur de Madonna: blonde ambition, écrit que Spotlight est « un numéro de dance « tape-à-l'œil » typique de Madonna qui sonne faux à côté des remixes usés de You Can Dance ». Dans le même ordre d'idées, Stephen Thomas Erlewine de AllMusic dit que la chanson « semble démodée – cela ne fait que prolonger les mixages du milieu des années 1980 – mais cela fait partie du charme ». Greg Kot de Chicago Tribune dit que Spotlight est un remix dance d'excellente qualité parmi l'ensemble. Une autre critique de Chicago Tribune par Daniel Brogan adopte le morceau en le qualifiant de « stimulante et agressive ». Dave Barry de The Miami Herald affirme que, même si You Can Dance a l'air « d'être du vieux Madonna », Spotlight paraît étonnamment fraîche à ses oreilles. Joe Brown de The Washington Post commente que la chanson aurait dû faire l'objet d'un « rejet catégorique » alors que Don McLeese de Chicago Sun-Times la trouve « exubérante ». Dennis Hunt de Los Angeles Times dit que Spotlight est « perdue au milieu d'une sélection éblouissante de remixes prolongés de ses meilleures mélodies de dance ». Enfin, Jan DeKnock, journaliste pour Orlando Sentinel, remarque que Spotlight est la seule horreur de l'album.

### Résultats dans les classements
Spotlight n'est pas sortie officiellement en single aux États-Unis, par conséquent elle n'apparaît pas dans le Billboard Hot 100 à l'époque. Toutefois, les stations de radio commencent à diffuser la chanson non officiellement ce qui lui permet de rester suffisamment longtemps à l'antenne pour apparaître en 1988 dans le Hot 100 Airplay du Billboard, qui compile les plus importantes diffusions radiophoniques. Elle débute dans le classement Airplay à la 37e place le 16 janvier 1988 et constitue la meilleure entrée de la semaine. Après trois semaines, Spotlight arrive en 32e position, mais descend au quarantième rang la semaine suivante, avant d'être expédiée en rotation récurrente. Elle s'est aussi classée dans le Hot Crossover Singles qui mélange les ventes de singles de plusieurs styles musicaux, montant jusqu'à la quinzième place le 9 janvier 1988. Le single sort au Japon le 25 avril 1988 et entre dans l'Oricon Singles Chart, puis devient numéro trois le 19 mai 1988, restant dans le classement pendant dix semaines.

## Apparitions dans les médias
Spotlight est présentée dans la dernière d'une série de campagnes publicitaires sur la télévision japonaise. Madonna est filmée pour la société électronique Mitsubishi. Le groupe veut promouvoir son nouveau modèle de magnétoscope. Dans la publicité, Madonna sort d'une voiture et s'assied sur un sofa, tandis qu'elle regarde un film sur son magnétoscope, Spotlight est jouée en fond. La chanson est aussi utilisée en promotion des concerts japonais du Who's That Girl Tour, la campagne étant connue sous le nom Dreams Come True.

## Versions
| 1. | Spotlight         | 4:32 |
| 2. | Where's The Party | 4:13 |

| 1. | Where's the Party (Extended Remix) | 7:11 |
| 2. | Where's the Party (Dub)            | 6:22 |
| 3. | Spotlight (Extended Remix)         | 6:34 |
| 4. | Spotlight (Dub)                    | 4:49 |

## Crédits
- Madonna - chant, auteur
- Stephen Bray - production, auteur
- Curtis Hudson - auteur
- Shep Pettibone - remix
- John « Jellybean » Benitez - remix

Crédits issus de l'album You Can Dance.

## Classement hebdomadaire
| Classement (1988)                  | Meilleure position |
| ---------------------------------- | ------------------ |
| Japon (Oricon)                     | 3                  |
| États-Unis (Hot Crossover Singles) | 15                 |
| États-Unis (Hot 100 Airplay)       | 32                 |

## Compléments